# 比尔陨石坑
比尔陨石坑（Beer）是位于月球正面雨海中的一座小撞击坑，其名称取自德国银行家暨天文学家威廉·沃尔夫·比尔（1797年-1850年），1935年被国际天文学联合会正式接受。

## 描述

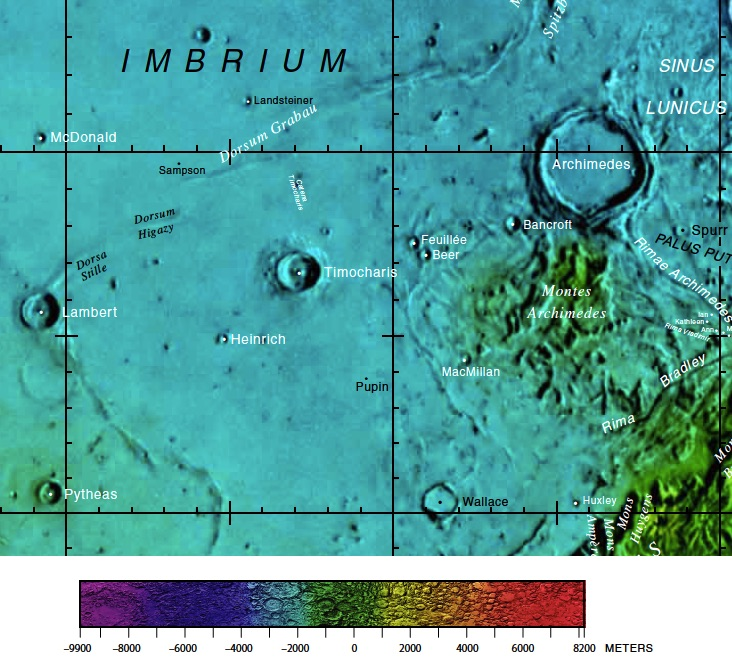
比尔陨石坑的周边，月球正面区域图。

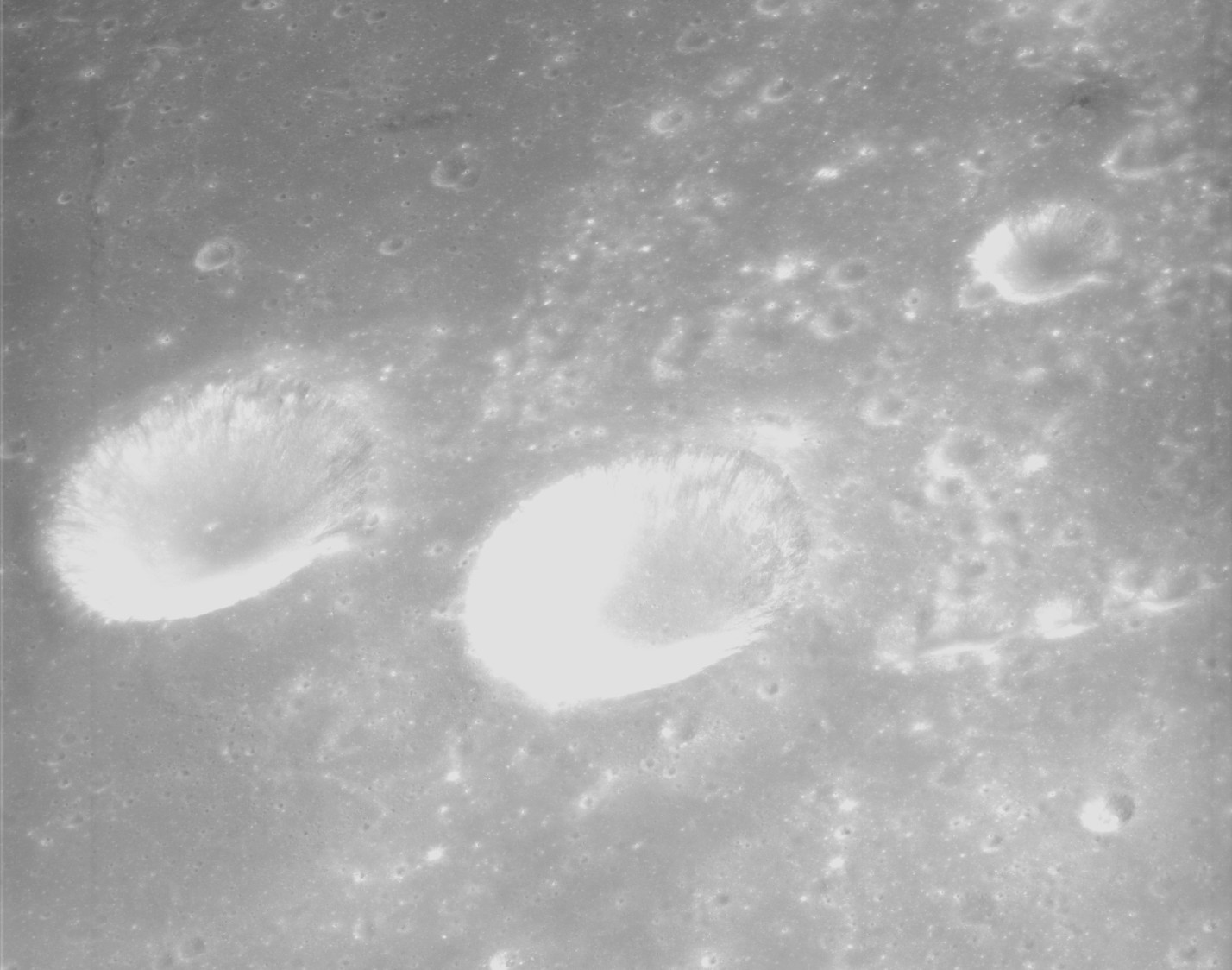
阿波罗15号全景相机拍摄的斜视图

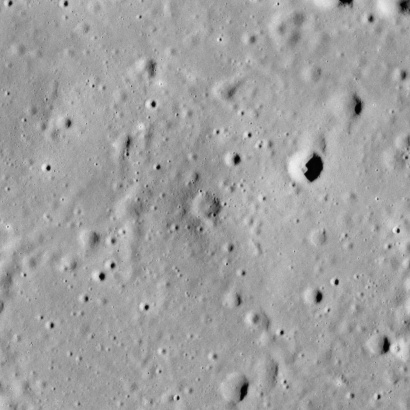
比尔陨石坑南面的月丘

该陨坑西北靠近略小的弗伊莱埃陨石坑、西面稍远处坐落了更大的梯摩恰里斯陨石坑，班克罗夫特陨石坑及它后面更大的阿基米德环形山位于它的东北，东南是大小相似的麦克米伦陨石坑，而东面则分布有阿基米德山脉及阿基米德月溪。该陨坑中心月面坐标为27°04′N 9°06′W / 27.07°N 9.1°W，直径9.06公里，深约1.502公里。
比尔陨石坑外观呈圆杯状，坑壁尖峭侧立，未受到明显的磨损。陨坑最大高出周边地形340米，内部容积约29.75立方千米。坑底反照率明显高于周边月海表面，显示出年轻撞击坑的典型特征。其形态特征隶属ALC 型（以该类陨石坑的典型代表—卫星坑阿尔巴塔尼环形山 C所命名）。该陨坑的南侧壁向东南延伸出一串被称之为阿基米德槽沟的弧形小坑链。
月海东部的反照率较陨坑周边表面更高，这种浅色地表一直漫延至阿基米德山脉脚下；比尔陨石坑的东南坐落有一座底部直径与陨坑相当的月丘。

## 卫星陨石坑
按惯例，最靠近比尔陨石坑的卫星坑将在月图上以字母标注在它的中心点旁边

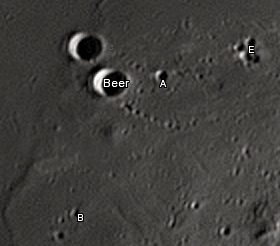
周边卫星坑图

| 比尔 | 纬度    | 经度   | 直径   |
| ---- | ------- | ------ | ------ |
| A    | 27.2° N | 8.6° W | 4 公里 |
| B    | 25.7° N | 9.0° W | 2 公里 |
| E    | 27.8° N | 7.8° W | 3 公里 |

## 另请参阅
- Andersson, L. E.; Whitaker, E. A. . NASA RP-1097. 1982.
- Blue, Jennifer. . USGS. July 25, 2007  [2007-08-05]. （原始内容存档于2012-04-08）.
- Bussey, B.; Spudis, P. . New York: Cambridge University Press. 2004. ISBN 978-0-521-81528-4.
- Cocks, Elijah E.; Cocks, Josiah C. . Tudor Publishers. 1995. ISBN 978-0-936389-27-1.
- McDowell, Jonathan. . Jonathan's Space Report. July 15, 2007  [2007-10-24]. （原始内容存档于2012-05-26）.
- Menzel, D. H.; Minnaert, M.; Levin, B.; Dollfus, A.; Bell, B. . Space Science Reviews. 1971, 12 (2): 136–186. Bibcode:1971SSRv...12..136M. doi:10.1007/BF00171763.
- Moore, Patrick. . Sterling Publishing Co. 2001. ISBN 978-0-304-35469-6.
- Price, Fred W. . Cambridge University Press. 1988. ISBN 978-0-521-33500-3.
- Rükl, Antonín. . Kalmbach Books. 1990. ISBN 978-0-913135-17-4.
- Webb, Rev. T. W.  6th revised. Dover. 1962. ISBN 978-0-486-20917-3.
- Whitaker, Ewen A. . Cambridge University Press. 1999. ISBN 978-0-521-62248-6.
- Wlasuk, Peter T. . Springer. 2000. ISBN 978-1-85233-193-1.

## 外面链接
- 月球数码摄影图集. （页面存档备份，存于）
- 阿波罗15、17号拍摄比尔陨石坑. （页面存档备份，存于）
- LAC-41 图中的比尔陨石坑. （页面存档备份，存于）
- LM-41 图中的比尔陨石坑. （页面存档备份，存于）
- 比尔陨石坑周边月面图. （页面存档备份，存于）
- 比尔陨石坑周边地形图. （页面存档备份，存于）
- 维基月球环形山在线解说-比尔陨石坑. （页面存档备份，存于）
- Andersson, L.E., and E.A. Whitaker, 美国宇航局月球地名目录,美国宇航局参考出版物 1097, 1982年10月. （页面存档备份，存于）